# Івкін Іван Михайлович
Іван Михайлович Івкін (нар. 1 вересня 1923, Кувакіно, Симбірська губернія — пом. 18 червня 1982, Артемівськ, Донецька область) — радянський офіцер, Герой Радянського Союзу (1945), учасник німецько-радянської війни.

## Біографія
Народився 1 вересня 1923 в селі Кувакіно (зараз Алатирський район Чувашії) у селянській родині. Росіянин. Закінчивши середню школу, працював слюсарем на нікелевому комбінаті в місті Орськ Оренбурзької області.
У Червоній Армії з 1942 року. Закінчив Бердичівське військове піхотне училище в 1942 році. У боях німецько-радянської війни з січня 1944 року.
Рота 248-го стрілецького полку (31-а стрілецька дивізія, 52-а армія, 1-й Український фронт) під командуванням лейтенанта Івкіна у ніч на 25 січня 1945 року форсувала річку Одер, захопила і втримала плацдарм поблизу м. Бреслау (зараз Вроцлав, Польща), відбивши упродовж дня декілька ворожих контратак.
10 квітня 1945 року старшому лейтенанту Івкіну Івану Михайловичу присвоєно Звання Героя Радянського Союзу з врученням ордена Леніна і медалі «Золота Зірка» (№ 6512)
Після війни командував мотострілецьким батальйоном. У 1948 році закінчив курси «Постріл», в 1957 році — Військову академію імені М. В. Фрунзе. Працював викладачем військової кафедри Білоцерківського сільськогосподарського інституту, був військкомом Артемівського ГВК Донецької області.
З 1973 року полковник І. М. Івкін у запасі. Помер 18 червня 1982. Похований у місті Артемівськ.